# Лондонско око
Лондонско око (енгл. London Eye), познато и под називима Миленијумски точак (енгл. Millenium Wheel) и под званичним називом The British Airways London Eye, највећа је панорамска вртешка на свету. Налази се на јужној обали Темзе недалеко од Вестминстерског моста.

## Изградња
У склопу припрема за дочек новог миленијума, Лондон је био поприште изградње многих капиталних објеката међу којима Миленијумски мост, Миленијумска купола па и Миленијумски точак. Дизајн за панорамску вртешку која би тада била највећа на свету дала је група архитеката и план изградње је био такав да би поједини делови били на баржама довезени до места где би вртешка била склопљена.
Након састављања приступило се подизању масивне челичне конструкције укупне тежине од 1.700 тона. Првог дана подизања конструкција је повезана за кран који би је брзином од 2° на сат подигао до угла од 65° пре припреме за следећу фазу. Међутим, непосредно после почетка дизања број сајли које су повезивале конструкцију са краном је попуцало чиме је операција морала бити обустављена. Целом догађају је присуствовало пар хиљада посматрача. Други покушај је био успешан. Конструкција је стајала у том полуусправљеном положају неколико недеља пре почетка следеће фазе.
Завршена конструкција делимично лежи на понтонима али је већим делом подржавају два масивна челична стуба укопана дубоко у обалу. Њен облик подсећа управо на точак. Висине је 135 метара. На конструкцију је закачено 32 климатизоване капсуле које су (осим пода) у потпуности од стакла ради доброг погледа и могу да приме око 30-так особа свака. Конструкција ротира брзином од 0,26 m/s тако да просечна вожња траје око 30 минута, колико точку треба за потпуну ротацију. Точак константно ротира осим у случају да у капсулу треба да се укрца особа са инвалидитетом.
Цена карте за одраслу особу је тренутно 13 фунти. Могуће је закупити целу капсулу на одређен период, у њој организовати ручак или вечеру, или резервисати новогодишњи аранжман за једну од капсула.

## Судбина “Ока”
“Око” је отворио британски премијер Тони Блер 31. децембра 1999. Међутим, отварање је било церемонијалног карактера (уочи Нове године) јер је оно стварно почело да у потпуности функционише тек у марту 2000.
Популарност ове нове туристичке атракције у Лондону била је огромна како међу страним тако и међу домаћим туристима. До јула 2002. чак 8,5 милиона људи се провозало Оком. Оком управља Тисо група, која поседује низ туристичких атракција у Лондону, али је главни добротвор Ока био Бритиш ервејз.
Међутим, упркос великој посећености, судбина Ока је доведена под велики знак питања маја 2005. Наиме, закуп земљишта на којем се налазе учвршћени два челична стуба иницијално је био на 5 година. Група која поседује то земљиште је 2005. по гласинама које су избиле тражила од закупаца да се годишњи најам са првобитних 65.000 фунти повећа на 2,5 милиона фунти. Тисо група и Бритиш ервејз су ово морали да одбију јер је пројекат већ пословао са губицима.
Након ове гласине, у узбурканој јавности Лондона забринутој за свој најновији симбол града појавиле су се гласине да ће Око можда бити измештено у Хајд парк или да ће чак бити продато Паризу. Међутим, неколико дана после почетних гласина, лондонски градоначелник Кен Ливингстон се обратио грађанима Лондона са обећањем да Око никуда не иде. Ово је поткрепио и тиме да ће он, користећи се својим овлашћењима, издати присилну наредбу уколико две стране не успеју да постигну договор.
Будући да је група која је власник земљишта исто платила само милион фунти, након одласка на суд, две стране су на крају постигле договор о 25-о годишњем закупу с тим да споменута група добија од Ока не мање од пола милиона фунти годишње. Тиме је судбина Ока бар привремено осигурана. Међутим, атракција је средином 2005. имала 150 милиона фунти у дуговима са трендом повећања задужења од око 25 милиона фунти годишње.
Лондонско око је још увек заведено у Гинисовој књизи рекорда као највиши објекат те врсте на свету. Међутим, након наруџби Лас Вегаса за 170 метарски и Шангаја за 200 метарски објекат исте врсте, Око ће ову титулу задржати веома кратак временски рок.
Од 2006. налази се у потпуном власништву Тисо групе (ова група поседује низ лондонских туристичких атракција, укључујући и Музеј воштаних фигура мадам Тисо), али бренд Бритиш ервејза још увек остаје интегралан део назива Ока.